# Hornica (gmina)
Hornica (1919 alt. Koźnica) – dawna gmina wiejska istniejąca do 1939 roku w woj. białostockim (obecnie na Białorusi). Siedzibą gminy była Kopciówka.
W okresie międzywojennym gmina Hornica należała do powiatu grodzieńskiego w woj. białostockim.
15 grudnia 1926 do gminy Hornica włączono miejscowości Karolin-Dobrowolszczyzna, Karolin-Piaski i Fiszki-Tyrkina z gminy Nowy Dwór w powiecie sokólskim w tymże województwie. Miejscowości te włączono do gromady Czechowszczyzna.
16 października 1933 gminę Hornica podzielono na 33 gromady: Brzosty, Byczki, Cwiklicze, Czechowszczyzna, Gibulicze, Gnojnica, Grzywki, Hornica, Horny, Józefówka, Kiełbasin, Kołpaki, Kopciówka, Korzeniewicze, Koszewniki, Kowalce, Małachowicze, Olszanka Mała, Olszanka Wielka, Piłsudy, Pohorany, Połotkowo, Poniemuń, Putne, Skomoroszki, Sławicze, Słomianka, Soły, Suchmienie, Wicki, Żukiewicze, Żukiewicze kol. i Żylicze.
Po wojnie obszar gminy Hornica wszedł w struktury administracyjne Związku Radzieckiego.

## Demografia
Według spisu powszechnego z 1921 roku, gminę zamieszkiwało 5711 osób, w tym 4285 (75%) Polaków, 1370 (24%) Białorusinów, 41 (1%) Rosjan, 12 Żydów, 1 Niemiec, 1 Estończyk i 1 Serb.